# Severovýchodní koridor

Mapa Severovýchodního koridoru

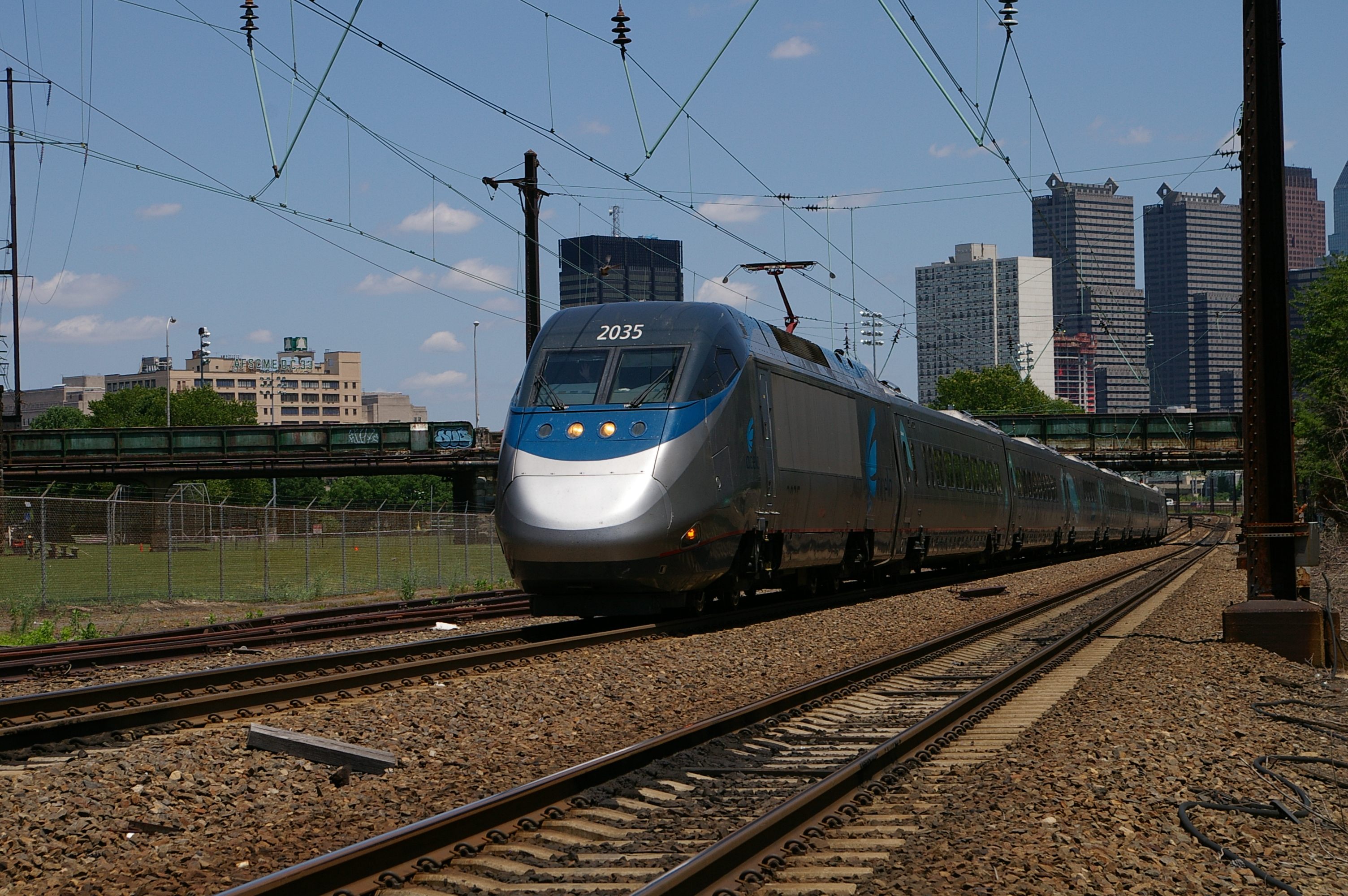
Acela u Filadelfie

Severovýchodní koridor (anglicky Northeast Corridor) je železniční koridor u severovýchodního pobřeží Spojených států amerických propojující města Bostonsko-Washingtonské megalopole, tedy zejména Boston, New Haven, New York, Filadelfii, Baltimore a Washington, D.C. Trať má normální rozchod, je plně elektrifikovaná, má délku 720 kilometrů a 108 zastávek, je minimálně dvoukolejná s až šestikolejnými úseky a maximální rychlost na některých úsecích je 240 km/h, proto je obvykle považováno za jedinou severoamerickou vysokorychlostní trať. Její trasa je převážně souběžná s trasou dálnice I-95.

## Historie
Nejstarší úsek trati je mezi Bostonem a Providence a byl uveden do provozu společností Boston and Providence Railroad v roce 1835.

## Provoz koridoru
Většina tratě patří Amtraku, který také na celé trati provozuje vysokorychlostní vlak Acela Express, jenž celou vzdálenost z Bostonu do Washingtonu ujede za sedm a půl hodiny. Jediný úsek, který Amtrak ani zčásti nevlastní, je mezi New Rochelle a New Havenem a patří pod příměstskou železnici Metro-North Railroad. Další vlaky příměstské železnice jsou na koridoru provozované společnostmi MARC Train, SEPTA Regional Rail, New Jersey Transit Rail Operations, Shore Line East a MBTA Commuter Rail, dále po něm jezdí i nákladní vlaky a také dálkové vlaky Amtraku (například Keystone Service z New Yorku do Harrisburgu a Northeast Regional z Norfolku do Bostonu).